# Philemon brassi
Philemon brassi là một loài chim trong họ Meliphagidae.